# La signora Craddock
La signora Craddock (titolo originale: Mrs. Craddock) è un romanzo dello scrittore britannico William Somerset Maugham scritto nel 1900, pubblicato in forma censurata in Gran Bretagna alla fine del 1902 e negli USA nel 1920, pubblicato in versione non censurata in lingua inglese solo nel 1938. Fu pubblicato in Italia per la prima volta nel 1949 col titolo Lettera d'amore.

## Storia editoriale
Terminato da William Somerset Maugham nel 1900, il manoscritto fu dapprima rifiutato da numerose case editrici londinesi che lo trovavano sconveniente, e fu pubblicato nel 1902 dall'editore William Heinemann a condizione che fossero eliminati i brani troppo audaci. Fatti i tagli richiesti, il romanzo ebbe successo di pubblico: fu ristampato l'anno seguente e nel 1908. Nel 1938 uscì una prima versione rivista da Maugham e non censurata. Fu pubblicato in Italia per la prima volta nel 1949 col titolo Lettera d'amore e più tardi anche con i titoli Messaggio d'amore e La signora Craddock.

## Trama
La vicenda si svolge in Inghilterra, verso la fine del XIX secolo. Bertha Ley, una giovane di 18 anni orfana di madre, perde anche il padre ed è accolta dalla zia Mary Ley ("zia Polly"), una quarantacinquenne nubile e gelosa della propria indipendenza. Bertha è l'unica erede di Court Leys, una tenuta agricola nei pressi di Blackstable, una cittadina di pescatori del Kent. Le due donne, appartenenti alla piccola nobiltà colta, sono benestanti e amano fare viaggi all'estero, soprattutto in Italia. Poco prima del suo ventunesimo compleanno, corrispondente al raggiungimento della maggiore età, Bertha torna con la zia a Court Leys e incontra Edward Craddock, un ventisettenne amico d'infanzia. Edward è un giovane fattore, figlio di poveri mezzadri, ha ricevuto una istruzione approssimativa, è tuttavia forte e di bell'aspetto: Bertha si innamora di lui e — con sgomento del Dr. Ramsay, tutore di Bertha — un mese dopo il raggiungimento della maggiore età lo sposa. 
Inizialmente la giovane coppia suscita diffidenza fra i maggiorenti del luogo. Edward è tuttavia un forte lavoratore, onesto, equilibrato; conquista il rispetto della popolazione e viene perfino eletto al Consiglio di Contea. Per Bertha tuttavia il matrimonio è fonte di delusione: Edward non mostra stima per le donne in generale, e quindi anche per la moglie con la quale è restio perfino ad avere rapporti coniugali. Bertha comunque rimane incinta, la gravidanza è difficile, ma Edward si mostra tuttavia ancora insensibile nei confronti della moglie. I timori di Bertha si avverano: il bambino nasce morto e il medico l'avverte che non potrà più avere figli. Disperata, Bertha si reca a Londra dalla zia Polly anche per fare il punto sulla sua vita. Dopo un paio di settimane ritorna a Court Leys e si rende conto di non amare più Edward. Qualche tempo dopo Bertha si reca nuovamente a Londra dalla zia. Qui viene corteggiata dal giovane Gerald Vaudrey, un lontano cugino gaudente e di bell'aspetto. Bertha non è indifferente al fascino di Gerald, ma rifiuta di intraprendere una relazione amorosa; ritorna quindi a Court Leys dove il frigido Edward continua a occuparsi esclusivamente dell'amministrazione della tenuta. Bertha medita il suicidio come unica via d'uscita dal matrimonio. Durante una battuta di caccia Edward viene disarcionato da cavallo e muore. Bertha è ormai libera; ancora giovane non si fa però illusioni sul matrimonio e giunge a una conclusione: «Marito e moglie non sanno assolutamente nulla l'uno dell'altra; per quanto appassionatamente si amino, per quanto la loro unione sia stretta, non riescono mai ad essere una sola persona. Riescono appena ad essere qualcosa di più di due estranei».

## Edizioni

### In lingua inglese
- (EN) Mrs. Craddock: a novel, London etc., W. Heinemann, 1902.
- (EN) Mrs. Craddock, London, W. Heinemann, 1938.
- (EN) Mrs. Craddock, collana A Penguin books. Fiction, Harmondsworth, Penguin, 1979.
- (EN) Complete Works of W. Somerset Maugham, Delphi Classics, 2017, ISBN 9781786560681.

### In lingua italiana
- Lettera d'amore : romanzo, collana La ginestra; 6, traduzione di Lisa Morpurgo, Milano, Longanesi & C., 1949.
- La signora Craddock : romanzo, traduzione di Gastone Toschi, Milano, Ediz. Librarie Italiane, 1956.
- La signora Craddock, collana BUR; 1739-1742, traduzione di Augusta Mattioli, Milano, Rizzoli, 1961.
- Messaggio d'amore, collana I libri del sabato ; 43, traduzione di Francesca Menotti, Roma, G. Casini, 1966.
- La signora Craddock, collana Biblioteca economica Newton. Classici; 49, traduzione di Maria Casini, introduzione di Benedetta Bini, Roma, Newton Compton, 1995, ISBN 88-7983-985-3.